# هیتومی اوبارا

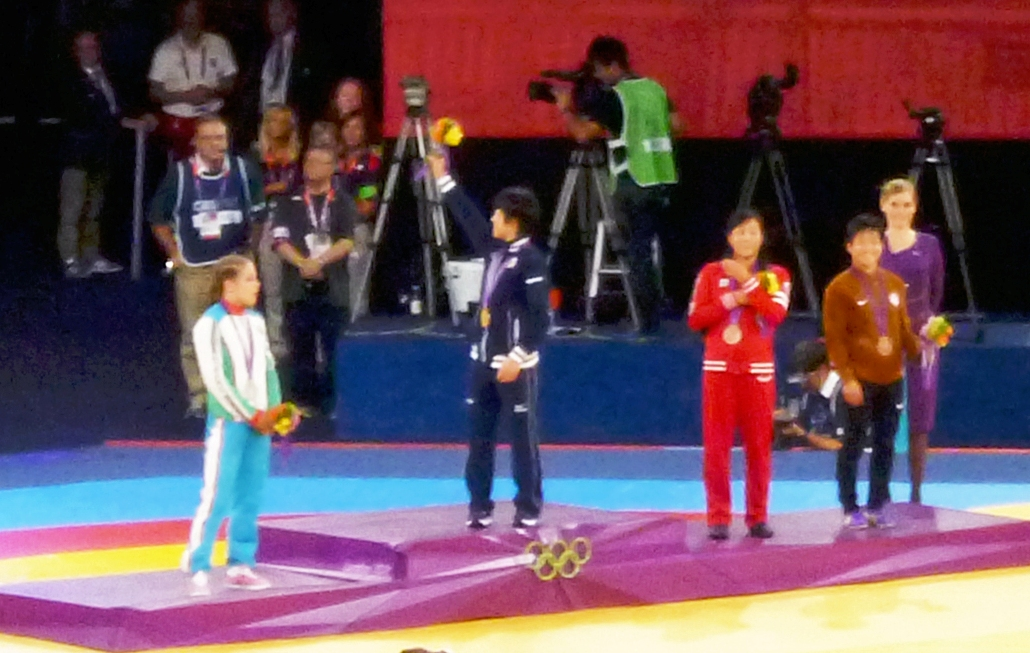
هیتومی اوبارا پس از دریافت مدال طلای وزن ۴۸ کیلوگرم در المپیک ۲۰۱۲ لندن

هیتومی اوبارا (انگلیسی: Hitomi Obara؛ زادهٔ ۴ ژانویهٔ ۱۹۸۱ - درگذشتهٔ ۱۸ ژوئیهٔ ۲۰۲۵) کشتی‌گیر اهل ژاپن بود.